# تشيتشغلوي منصور
تشيتشغلوي منصور هي قرية في مقاطعة أرومية، إيران. يقدر عدد سكانها بـ 277 نسمة بحسب إحصاء 2016.